# Jan Sommerschuh
Jan Sommerschuh (* 21. května 1990 v Litoměřicích) je český sportovec atlet, skokan do výšky.
V roce 2007 se zúčastnil MS do 17 let, které se konalo na městském stadionu v Ostravě-Vítkovicích. V kvalifikaci překonal 207 cm a postoupil do finále, v němž obsadil 11. místo (204 cm). 14. června 2009 splnil na přeborech Ústeckého kraje v Bílině výkonem 215 cm limit českého atletického svazu na juniorské mistrovství Evropy. V dějišti šampionátu, v srbském Novém Sadu v kvalifikaci překonal rovné dva metry, což k postupu do finále, do kterého se probojovalo třináct výškařů nestačilo.
Jedním z jeho nejoblíbenějších závodů na českém území je i známé Hustopečské skákání, na kterém si vytvořil osobní rekord 220 cm.
Má výborný odraz a někdy také techniku[zdroj?]. Má velmi dlouhý rozběh, ačkoliv v Lovosicích, kde trénuje, nemá vhodné podmínky k rozběhu[zdroj?]. Rozbíhá se totiž až z okolního trávníku[zdroj?].

## Osobní život
Vyrůstal v Litoměřicích, nyní žije v Praze se svou přítelkyní, stejně tak jako jeho mladší bratr. Nejmladší stále žije v rodném městě.